# Hugues Ier de Thouars
Hugues Ier de Thouars (1156-1229/30) est le fils de Geoffroy IV et de Denise de Lusignan, fille d'Hugues VII le Brun et de Sarrazine de Lezay.. En 1226, il succède à son frère aîné Aimery VII comme vicomte de Thouars.

## Biographie
Il rend hommage au roi de France Louis VIII pour ses domaines situés en Anjou et dans le Poitou et  participe à l'expédition conduite par le roi dans le sud de la France contre les Cathares. Il est présent au siège d'Avignon et assiste à la mort de Louis VIII le 8 novembre 1226. 
À l'avènement du nouveau roi de France Louis IX (Saint Louis) la plupart des barons poitevins et bretons, attachés à leur indépendance, s'associent au soulèvement conduit par Isabelle d'Angoulême veuve de Jean sans Terre et remariée au comte de la Marche, Hugues X de Lusignan. Bientôt Hugues de Thouars, entraîné par Savary Ier de Mauléon et Hugues X de Lusignan, rejoint le soulèvement.
Thouars est alors choisi comme lieu de rendez-vous par les partisans d'Henri III d'Angleterre. Richard, frère de ce dernier, y est rejoint par de nombreux seigneurs d'Aquitaine. Mais leur principal allié Thibaud de Champagne leur fait finalement défaut ; il se rend à Tours auprès du roi de France et non à Thouars comme prévu initialement. Tous les coalisés sont alors obligés de se rallier à la régente Blanche de Castille. Hugues meurt vers 1229/1230 après avoir fait des donations à l'abbaye de Grandmont en Thouarsais, fondée en 1076 par Étienne de Muret. 
Il épousa avant 1203 Marguerite de Vihiers, dame de Montaigu (1190-1241), (fille de Maurice II de Commequiers). Ils n'eurent pas d'enfants. La mère de Marguerite s'appelait Héloïse (Elvis) de la Garnache, sœur de Pierre V de la Garnache, et recueillit l'héritage des seigneurs de La Garnache.
Selon les archives du prieuré fontevriste, prieuré appartenant à l’Ordre de Fontevraud, de La-Lande-en-Beauchêne à Sallertaine en Vendée, Hugues de Thouars est enterré dans l'église de ce prieuré. Il est très probable que Hugues et Marguerite eurent un enfant mort en bas âge, enterré aussi dans la même église et dont la pierre tombale existe encore.